# Mr.サイレント
『Mr.サイレント』は早見裕司/著、唯月一/イラストの小説（ライトノベル）。富士見ミステリー文庫刊。全5巻。

## ストーリー
ネットが絡んだ事件を解決していく、日常の謎を解く短編連作形式のハートフル・ミステリー。

## 登場人物
林晋一郎
事故で声を失い手話で会話する17歳の少年。パソコンと編み物を趣味にしており、中垣内真理香とは幼馴染である。
中垣内真理香
合コン好き。林晋一郎を毎朝起こしに行き朝食を食べさせるバイトをしている。林晋一郎とは幼馴染。

## 既刊一覧
- 『Mr.サイレント 仮想世界の優しい奇跡』 ISBN 9784829161623
- 『Mr.サイレント2 自律世界の愛しい未来』 ISBN 9784829161821
- 『Mr.サイレント3 夢現世界の熱い予感』 ISBN 9784829161982
- 『Mr.サイレント4 心象世界の幸せな景色』 ISBN 9784829162224
- 『Mr.サイレント5 愛情世界の聖なる希望』 ISBN 9784829162620